# オットー・エンダー
オットー・エンダー（ドイツ語: Otto Ender 1875年12月24日 ‐ 1960年6月25日）は、オーストリアの政治家。1930年12月4日から1931年6月20日まで首相を務めた。

## 生涯

### 青年時代
エンダーは1875年12月24日、フォアアールベルク州アルタッハで生まれた。フェルトキルヒにあるイエズス会高校のステラマチュティーナ卒業後インスブルック大学、フライブルク大学、プラハ大学、ウィーン大学で法学を学んだ。1901年には博士号を取得した。フェルトキルヒの裁判所で1年間勤務した後、同地とウィーンで書記官として働いた。ウィーンでは輸出アカデミー（後のウィーン経済経営大学）のコースにも参加し、1908年にはブレゲンツで弁護士としての地位を確立した。同年、9歳年下のマリア・ルシュと結婚し、二人の間には総勢七人の子が生まれた。

### 政治活動
エンダーは1912年にファアアールベルク州州議会への立候補が失敗したものの、翌年の1913年にはハイポ・フォアアールベルク銀行の取締役に就任し、1915年から1919年にかけては最高取締役を務めた。また1916年にブレゲンツの戦争穀物交通研究所長をつとめた。1918年にはファアアールベルク州知事に就任し、フォアアールベルクをスイスへと編入させようと交渉したが、失敗に終わった。1919年から国際ライン規制委員会の委員を務めた。1920年にはキリスト教社会党所属で連邦議会議員に当選した。1926年に検閲が禁止されているにもかかわらずにフォアアールベルクで映画『戦艦ポチョムキン』の上映を阻止した。

### 連邦首相
1930年、エンダーは首相に就任した。しかし、当時オーストリア最大の銀行であったクレディタンシュタルト銀行の倒産によりエンダー内閣はわずか数ヶ月で崩壊した。辞任後、1931年7月14日から1934年7月24日まで再びフォアアールベルク州知事を務めた。

### ドルフース内閣
1932年にエンゲルベルト・ドルフースが首相に就任した。ドルフースは1931年、前農相アンドレアス・ターラーの後任としてエンダー内閣に入閣した。ドルフースはエンダーの後任であるカール・ブレッシュの下でも地位を維持し、1932年には自ら首相となり、1933年にはエンダーを連邦大臣（憲法と行政改革担当）に任命した。2月内乱の後、エンダーは1934年5月1日施行の憲法、俗に言う「五月憲法」の起草を担当していた。この憲法により、オーストロファシズム体制が構築された。

### アンシュルス
エンダーは1934年から監査院長を務めたが、1938年にナチス・ドイツによるアンシュルスがおこり、エンダーはその地位を失った。ゲシュタポに投獄された後、ダッハウ強制収容所に収容された。1945年に連合国により解放された。

### 晩年
第二次世界大戦後、エンダーはフランスの外相ジョルジュ・ビドーから再び首相を頼まれたが、辞退した。フォアアールベルクとライン海運を結びつけるためにボーデン湖までライン川を航行可能にするなどなど様々な交通政策に関心を持っていた、。1947年にオーストリアライン海運協会の会長に就任した。1960年、エンダーは84歳で亡くなった。